# Elaine Pritchard
Elaine Zelia Pritchard (7 de gener de 1926 - 7 de gener de 2012), de soltera Saunders, fou una jugadora d'escacs anglesa que tenia el títol de Mestra Internacional Femenina des de 1957. Va ser quatre vegades guanyadora del campionat femení d'escacs britànic (els anys 1939, 1946, 1956, i 1965).

## Resultats destacats en competició
Pritchard va aprendre a jugar als escacs als cinc anys i era considerada una nena prodigi. Durant dos anys consecutius, va guanyar el Campionat Mundial d'escacs per edats (1936, 1937), i també va participar amb èxit en exhibicions simultànies contra Aleksandr Alekhin i Rudolf Spielmann.
Durant dècades, va ser una de les principals jugadores d'escacs d'Anglaterra. Elaine Pritchard va guanyar quatre vegades els campionats britànics d'escacs femenins (1939, 1946 — després de guanyar un partit addicional contra Rowena Mary Bruce, 1956, i 1965).
Pritchard va jugar representant Anglaterra a les Olimpíades d'escacs femenines:
- L'any 1957, al primer tauler a la 1a Olimpíada d'escacs (femenina) a Emmen (+6, =4, -4),
- El 1972, al segon tauler a la 5a Olimpíada d'escacs (femenina) a Skopje (+1, =2, -4),
- L'any 1974, al segon tauler a la 6a Olimpíada d'escacs (femenina) a Medellín (+4, =2, -2),
- El 1976, al segon tauler a la 7a Olimpíada d'escacs (femenina) a Haifa (+4, =2, -2) i hi va guanyar la medalla de plata per equips,
- L'any 1978, al segon tauler a la 8a Olimpíada d'Escacs (femenina) a Buenos Aires (+2, =3, -1).

El 1957 va rebre el títol de Mestra Internacional Femenina de la FIDE. Va ser autora de dos llibres d'escacs i membre vitalícia d'honor de la Federació Anglesa d'escacs.

## Obres
- Elaine Pritchard. Chess For Pleasure. Londres. 1971.ISBN 9780571092017
- Elaine Pritchard. Young Chess Player. Londres. 1976.ISBN 9780571105670ISBN 9780571105670